# Neocorixa
Neocorixa is een geslacht van wantsen uit de familie van de Corixidae (Duikerwantsen). Het geslacht werd voor het eerst wetenschappelijk beschreven door Hungerford in 1925.

## Soorten
Het genus bevat de volgende soorten:

- Neocorixa picta Hungerford, 1938
- Neocorixa snowi Hungerford, 1925